# Careproctus zispi
Careproctus zispi är en fiskart som beskrevs av Anatoly Petrovich Andriashev och Stein, 1998. Careproctus zispi ingår i släktet Careproctus och familjen Liparidae. Inga underarter finns listade.